# Зірка (геометрія)

П'ятипроменева зірка, вписана в п'ятикутник

Зірка — пласка геометрична фігура, складена з трикутних променів, що виходять із загального центра, та зливаються в точці перетину.

## Характеристики
За кількістю променів розрізняють трипроменеві, чотирипроменеві тощо зірки.

Правильна чотирипроменева зірка

Довільна n-променева зірка будується в такий спосіб: будується коло. (Назвемо відрізок, що перетинає це коло не більш ніж в одній точці, «зовнішнім»). На ній довільним чином вибирають n точок (назвемо їх «синіми»). Далі поза кругом, обмеженим цим колом, ставиться n точок (назвемо їх «червоними») так, аби будь-яка синя точка була сполучена зовнішніми відрізками рівно з двома червоними, а будь-яка червона точка була сполучена двома зовнішніми відрізками рівно з двома синіми; при цьому жодні два з цих відрізків не повинні перетинатися, окрім як у кінцях; і кути між двома відрізками, що виходять із однієї синьої точки, — т. зв. зовнішні кути зірки, — повинні бути тупими (отже, кути між двома відрізками, що виходять із однієї червоної точки, — т. зв. внутрішні кути зірки, — повинні бути гострими).
Зіркою буде називатися многокутник, утворений побудованими нами зовнішніми відрізками. Очевидно, n-променева зірка є 2n-кутником. Можна визначити n-променеву зірку як 2n-кутник, у якого кути при вершинах по черзі то тупі, то гострі.
Коло, на якому будувалася зірка, називається базовим; очевидно, базове коло входить до зірки; радіус базового кола є важливою характеристикою зірки.
Правильною називається зірка, всі внутрішні кути якої рівні й усі зовнішні кути рівні.

Різновиди зірчастих многокутників

Фігура, обмежена двома відрізками, що виходять із однієї червоної точки, і дугою базового кола, на яке спирається цей кут, називається променем зірки. Очевидно:
- кількість променів дорівнює кількості кутів зірки (тому іноді n-променеву зірку називають n-променевою);
- зірка є об'єднання променів із базовим колом;
- у правильної зірки прямі сторони всіх променів рівні. (Зірку, в кожного променя якої прямі сторони рівні, але пряма сторона одного променя не обов'язково дорівнює прямій стороні іншого променя, називають напівправильною; правильна зірка — частковий випадок напівправильної.)

Промені (в примітивному сенсі) з початком у центрі базового кола, що проходять через червоні точки, називаються радіалами кутів зірки, відповідних даним червоним точкам. Зірка, довжини всіх радіалів якої рівні, називається рівнопроменевою.
У напівправильної зірки кути між двома сусідніми радіалами рівні. У правильної зірки, окрім цього, довжини радіалів рівні. Таким чином, правильна зірка є напівправильною рівнопроменевою зіркою. Сума всіх кутів п-променевої зірки =900 
градусів

## Приклади

Трикутник Рело